# Themelium taxodioides
Themelium taxodioides là một loài thực vật có mạch trong họ Polypodiaceae. Loài này được (Baker) Parris miêu tả khoa học đầu tiên năm 1997.